# S-Bahnen in Österreich
Die Geschichte der S-Bahnen in Österreich beginnt mit der Wiener Schnellbahn, die seit dem 1. Juni 1959 betrieben, aber erst seit Ende 2005 als „S-Bahn“ bezeichnet wird. Die S-Bahn Salzburg ging im Jahr 2004 in Betrieb und trug gleich von Beginn an den Namen „S-Bahn“. Zurzeit entsprechen jedoch nur die Bahnen in Wien, Linz/Oberösterreich, Graz/Zentralraum Obersteiermark/Steiermark und in der Stadt Salzburg den gängigen Kriterien einer S-Bahn. Andere Systeme sind umbenannte Regionalzugsysteme, die allerdings in Teilbereichen bereits einer S-Bahn ähneln oder deren weiterer Ausbau zur echten S-Bahn geplant ist.

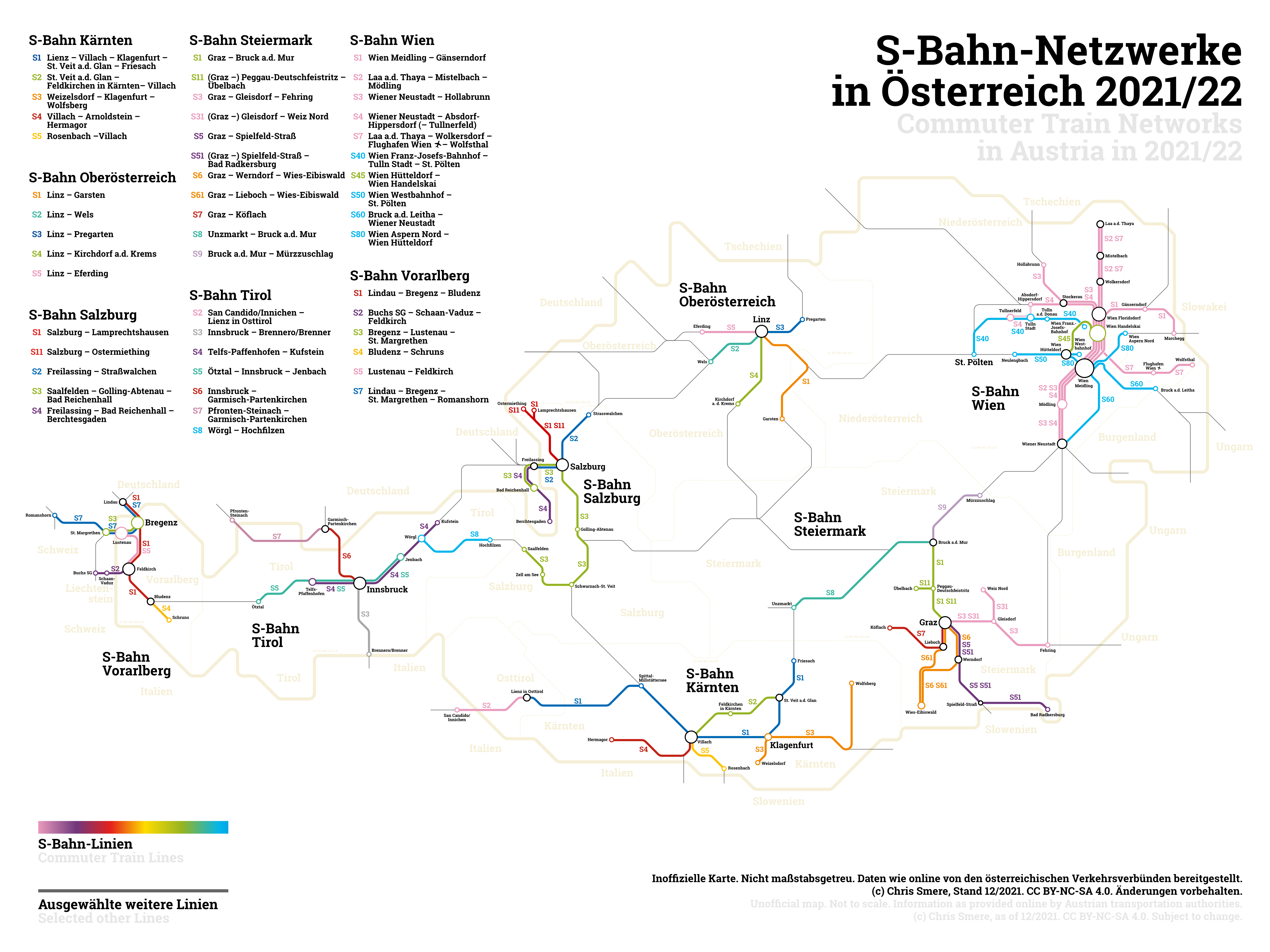

S-Bahnnetze in Österreich

## S-Bahnen in Österreich

### Vorhandene Netze
| Offizieller Name      | Ballungsraum                     | Verkehrsverbund | Linien | Betreiber             | Fahrzeuge                                                                                    | Antriebsart               | Eröffnung |
| --------------------- | -------------------------------- | --------------- | ------ | --------------------- | -------------------------------------------------------------------------------------------- | ------------------------- | --------- |
| S-Bahn Wien           | Wien                             | VOR             | 10     | ÖBB                   | 4030 (bis 2003) 4020, 4024, 4124, 4744, 4746 und lokbespannte Züge mit Doppelstockwagen      | Wechselstrom              | 1959      |
| S-Bahn Salzburg       | Salzburg                         | SVV             | 5      | ÖBB, BOB, Salzburg AG | 4023, 4024, 4744, 4746, Flirt sowie Lokalbahntriebwagen                                      | Wechselstrom, Gleichstrom | 2004      |
| S-Bahn Tirol          | Innsbruck                        | VVT             | 8      | ÖBB, DB Regio         | 4024, 4746, Stadler Flirt, 442                                                               | Wechselstrom              | 2007      |
| S-Bahn Steiermark     | Graz, Zentralraum Obersteiermark | Verbundlinie    | 11     | ÖBB, StB, GKB         | 4024, 4744, 4746, 5022, Stadler-GTW-Triebwagen und lokbespannte Züge mit „CityShuttle“-Wagen | Wechselstrom, Diesel      | 2007      |
| S-Bahn Kärnten        | Klagenfurt-Villach               | VVK             | 4      | ÖBB                   | 4024, 4746, 5022 und lokbespannte Züge mit „CityShuttle“ -Wagen                              | Wechselstrom, Diesel      | 2010      |
| S-Bahn Vorarlberg     | Rheintal-Walgau                  | VVV             | 3      | ÖBB, MBS              | 4024, 4748 und lokbespannte Züge mit Doppelstockwagen                                        | Wechselstrom              | 2011      |
| S-Bahn Oberösterreich | Linz                             | OÖVV            | 5      | ÖBB, StH              | 4024, 4744, 4746, Stadler-GTW                                                                | Wechselstrom, Gleichstrom | 2016      |

### Geplante Netze
Linien nahe dem Bodensee, die bereits zuvor zur S-Bahn St. Gallen oder S-Bahn Vorarlberg gehörten, werden seit Dezember 2021 als Teil einer S-Bahn Bodensee vermarktet. In der Region sollen noch Angebotsverbesserungen folgen.
Das grenzübergreifende Projekt S-Bahn FL-A-CH bzw. S-Bahn Liechtenstein, das vor allem einen Ausbau der Bahnstrecke Feldkirch–Buchs vorsah, liegt seit 2020 auf Eis, nachdem es von der Liechtensteiner Bevölkerung abgelehnt wurde.

## S-Bahn-Logo

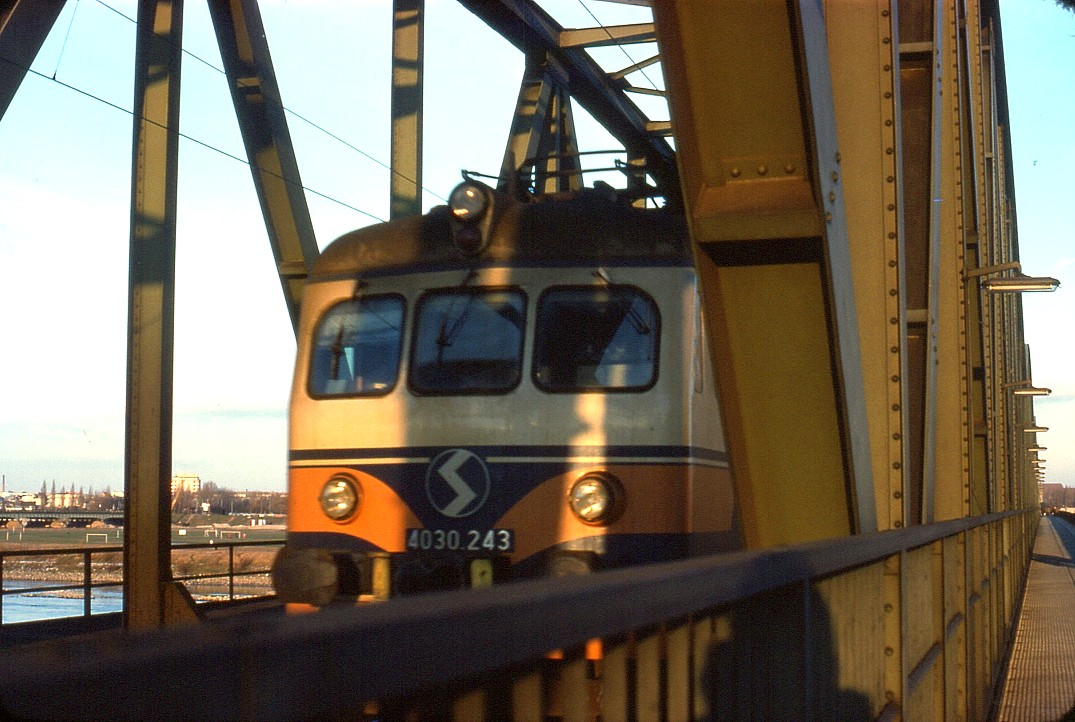
Reihe 4030 auf der Nordbahnbrücke mit dem Logo der Wiener Schnellbahn, Dezember 1976

Dieses hellblaue Logo ist das Standard-Logo für die S-Bahn-Systeme in Österreich mit Ausnahme des Salzburger Netzes. Es ist eine Weiterentwicklung der dunkelblauen eckigen Wiener S-Bahn-Variante. In der Internet-Fahrplanauskunft der ÖBB wird es seit 2008 für alle S-Bahn-Züge in Österreich und im Ausland genutzt.
Das Logo für die Wiener Schnellbahn wurde seit den 1960er Jahren verwendet und stellt ein weißes scharfkantiges „S“ auf blauem Hintergrund dar. Die Form des S soll dabei den Verlauf der Stammstrecke durch Wien stilisieren. Mittlerweile wurde dieses Logo durch das Standard-Logo ersetzt, ist aber noch an einigen Stellen im Wiener Verkehrsnetz zu finden.
Im Wiener Schnellverbindungsnetz werden seit August 2017 zur Verdeutlichung der dichten Intervalle die S-Bahn-Stammstrecke und die Vorortelinie S45 durch eigene Farbgebungen hervorgehoben. Die Stammstrecke wird auf den Netzplänen und Bahnsteigbeschildungen in der Leitfarbe altrosa, die Linie S45 in der Leitfarbe hellgrün dargestellt.
Für die S-Bahn Salzburg wurde ein neues vom Wiener System abweichendes Logo entworfen, welches bis heute verwendet wird – sowohl an Bahnsteigen als auch in Fahrplänen und Liniennetzplänen.